# Liste der Offshore-Windparks in Frankreich
Die Windparks sind zunächst in betriebene, in Bau befindliche und geplante Windparks gegliedert. Anschließend sind die Windparks nach ihrem (geplanten) Fertigstellungsdatum und danach alphabetisch geordnet.
| Name                             | Leistung (MW) | Windkraftanlagentyp (Leistung, Rotordurchmesser) | Anzahl WKAs | Koordinaten                 | Status     | Inbetriebnahme (Jahr) | Quellen, Anmerkungen                                                        |
| -------------------------------- | ------------- | ------------------------------------------------ | ----------- | --------------------------- | ---------- | --------------------- | --------------------------------------------------------------------------- |
| Ärmelkanal und Golf von Biskaya  |               |                                                  |             |                             |            |                       |                                                                             |
| Banc de Guérande (Saint-Nazaire) | 480           | GE Haliade 150-6MW (6,0 MW, 150,0 m)             | 80          | 47° 9′ 32″ N, 2° 36′ 22″ W  | in Betrieb | 2022                  | [ 1 ]                                                                       |
| Baie de Saint-Brieuc             | 496           | Siemens Gamesa SG 8.0-167 DD (8,0 MW, 167,0 m)   | 62          | 48° 51′ 11″ N, 2° 32′ 10″ W | in Betrieb | 2024                  | Inbetriebnahme am 28. Mai 2024                                              |
| Hautes falaises (Fécamp)         | 497           | Siemens SWT-7.0-154 (7,0 MW, 154,0 m)            | 71          | 49° 53′ 31″ N, 0° 13′ 37″ O | in Betrieb | 2024                  | Inbetriebnahme am 15. Mai 2024                                              |
| Calvados (Courselles-Sur-Mer)    | 448           | Siemens SWT-7.0-154 (7,0 MW, 154,0 m)            | 64          | 49° 28′ 8″ N, 0° 31′ 19″ W  | in Bau     | (2025)                | [ 6 ]                                                                       |
| Iles d’Yeu et de Noirmoutier     | 496           | Siemens Gamesa SG 8.0-167 DD (8,0 MW, 167,0 m)   | 62          | 46° 52′ 30″ N, 2° 30′ 50″ W | in Bau     | (2025)                | 7. Juni 2024: eine von 61 Gründungen installiert                            |
| Dieppe et Le Tréport             | 496           | Siemens Gamesa SG 8.0-167 DD (8,0 MW, 167,0 m)   | 62          | 50° 8′ 56″ N, 1° 7′ 16″ O   | in Bau     | (2026)                | [ 8 ]                                                                       |
| Dunkerque                        | 600           |                                                  | 46          | 51° 9′ 11″ N, 2° 23′ 49″ O  | in Planung | (2027)                | 14. Juni 2019: EDF, innogy und Enbridge erhalten Zuschlag bei Ausschreibung |
| Centre Manche 1                  | 1050          |                                                  |             | 49° 52′ 34″ N, 0° 44′ 10″ W | in Planung | (2031)                | 27. März 2023: EDF und Maple Power erhalten Zuschlag bei Ausschreibung      |

Vor Perpignan (nahe der Grenze zu Spanien) begann im März 2023 der Bau von Frankreichs erstem auf dem Meer schwimmenden Offshore-Windpark. Drei Windräder sollen 18 Kilometer vor der Küste im Golfe du Lion verankert werden. Es ist geplant, anschließend zwei schwimmende Windparks mit einer Leistung von je 250 Megawatt zu bauen, die auf je 500 Megawatt gesteigert werden können soll. Es werden schätzungsweise 40 Millionen Euro investiert.